# 费俊龙
费俊龙（1965年5月5日—）男，汉族，江苏省昆山市人。中国人民解放军航天员大队特级航天员（曾任大队长），中国人民解放军少将。

## 生平
費俊龍生于巴城镇东阳澄湖行政村费家浜自然村，於1982年6月通過空軍招飛入伍，毕业后在空军第五航空学校任飞行教员。1992年7月在一次試飛中險些發生意外，但憑其技術成功避過一難，因而成為特級飛行員。1998年加入航天员集訓隊，隶属中国人民解放军总装备部，改为陆军。他亦是神舟五號進入強化訓練的五名航天员之一。
2005年6月，入选神舟六号载人航天飞行乘组梯队成员。2005年10月12日与聂海胜搭乘神舟六号飞船进入太空并担任指令长，成为中国第二批进入太空的航天员。
2011年6月，晋升为少将军衔。2014年2月，任中国航天员科研训练中心副主任。
2022年11月28日，在神舟十五号载人飞行任务新闻发布会上，经总指挥部研究决定，瞄准北京时间11月29日23时08分发射神舟十五号载人飞船，飞行乘组由航天员费俊龙、邓清明和张陆组成，费俊龙担任指令长。

## 家庭
1991年，費俊龍和王洁結婚，王洁是北京人，其妻亦在航校畢業。费俊龙岳父是抗美援朝老兵，后来成为一名航天科研工作者，岳母是一名教师。1992年，他们的儿子费迪出生，费迪成年后也成为航天工作者，现为神舟飞船研发团队成员、载人飞船计划助理，担任载人飞船调度工作。

## 执行任务
| 次序   | 任务名称   | 发射时间（UTC+8）        | 着陆时间（UTC+8）     | 运载火箭      | 对接       | 任务时长          | 舱外活动次数 | 舱外活动时长 |
| ------ | ---------- | ------------------------ | --------------------- | ------------- | ---------- | ----------------- | ------------ | ------------ |
| 1      | 神舟六号   | 2005年10月12日, 09:00:03 | 2005年10月17日, 04:33 | 长征二号F遥6  | N/A        | 4天19小时又32分   | N/A          | N/A          |
| 2      | 神舟十五号 | 2022年11月29日, 23:08:17 | 2023年6月4日, 06:34   | 长征二号F遥15 | 天宫空间站 | 186天7小时又24分  | 4            | >27小时      |
| 合计： | 合计：     | 合计：                   | 合计：                | 合计：        | 合计：     | 872天23小时又15分 | 4            | >27小时      |

## 荣誉和奖项
- 2005年11月被中共中央、国务院、中央军委授予“英雄航天员”荣誉称号，并获“航天功勋奖章”。[2]
- 小行星9512以其命名。

## 备注
1. ↑  除了在2023年2月9日至10日间执行的出舱任务外还曾在神舟十五号任务期间的2023年2月28日进行了第二次出舱活动[8]，鉴于该次出舱活动的时长和各项细节均未公布故此处不计入总时长。

### 引用
1. 1 2  . 新华网. 2018-01-22  [2018-01-23]. （原始内容存档于2020-08-08）.
2. 1 2  . 新华网.   [2022-11-28]. （原始内容存档于2022-11-28）.
3. ↑  . 网易新闻. 2011-09-09  [2011-09-10]. （原始内容存档于2016-10-01）.
4. ↑  .   [2022-11-28]. （原始内容存档于2022-11-28）.
5. 1 2 3  占康. . 《名人传记》 (河南省郑州市: 河南文艺出版社). 2022, 第608期: 5–9. ISSN 1002-6282.
6. 1 2 3  一一. . 《知音海外版》 (湖北省武汉市: 湖北知音传媒集团有限公司). 2023, 第450期: 40–42. ISSN 1007-502X.
7. ↑  . 央视网. 2022-11-30  [2022-12-03]. （原始内容存档于2022-12-03）.
8. ↑  苏璇. . news.cctv.com.   [2023-03-05]. （原始内容存档于2023-03-05）.